# Jah Kingdom
Jah Kingdom – siedemnasty album studyjny Burning Speara, jamajskiego wykonawcy muzyki reggae.
Płyta została wydana w roku 1991 przez brytyjską wytwórnię Island Records, a także przez jej oddział Mango Records. Nagrania zarejestrowane zostały w studiu Grove Recording w Ocho Rios. Ich produkcją zajął się sam wokalista we współpracy z Nelsonem Millerem. Spearowi akompaniowali muzycy sesyjni z założonej przez niego grupy The Burning Band.
19 października 1991 roku album osiągnął 2. miejsce w cotygodniowym zestawieniu najlepszych albumów world music magazynu Billboard (ogółem był notowany na liście przez 13 tygodni).

## Lista utworów
1. "Jah Kingdom"
2. "Praise Him"
3. "Come, Come"
4. "World Power"
5. "Tumble Down"
6. "Call On Jah"
7. "Should I"
8. "When Jah Call"
9. "Thank You"
10. "Land Of My Birth"
11. "Estimated Prophet"

## Muzycy
- Lenford Richards - gitara
- Linvall Jarrett - gitara rytmiczna
- Paul Beckford - gitara basowa
- Winston Rodney - perkusja
- Alvin Haughton - perkusja
- Nelson Miller - perkusja
- Jay Noel - keyboard
- Richard Johnson - fortepian
- Robert Lynn - fortepian, syntezator
- Mark Wilson - saksofon
- Dean Fraser - saksofon
- James Smith - trąbka
- Junior "Chico" Chin - trąbka
- Ronald "Nambo" Robinson - puzon
- Charles Dickey - puzon